# Nina Ermurachi
Nina Ermurachi (n. 15 iulie 1949, Florițoaia Veche, raionul Ungheni, gubernia Basarabia, Imperiul Rus – d. 20 octombrie 2016) a fost o interpretă de muzică populară din Republica Moldova.
S-a născut într-o familie de țărani cu cinci copii, ea fiind mezina. Și-a făcut studiile la Școala medie de muzică „Ștefan Neaga” din Chișinău în anii 1971–1973, fără să absolve această instituție. În anii 1966–1968 și 1985–1987 cântă în Capela corală „Doina” a Filarmonicii din Chișinău. De asemenea, activează ca solistă în mai multe colective: Orchestra de muzică populară „Folclor” a Radioteleviziunii din Chișinău (1968–1984; 1991–1995), Orchestra de muzică populară „Moldoveneasca” (1988) și Orchestra de muzică populară „Arta” (1989–1991).
A înregistrat albumul Cântec de joc, iar în repertoriul său se regăsesc piese ca Măi cucule blestemat (cântec de debut), Frunză verde iasomie, Cântec vechi de cătănie, Și-am zis verde brad de munte, Lăsați-mă să cânt etc.
Interpreta a fost distinsă cu titlul de Maestru în Artă în 1998, împreună cu alți artiști din Orchestra de muzică populară „Folclor”. A participat la o serie de festivaluri de muzică populară, printre care Festivalul „Crizantema de Aur” de la Târgoviște (1996) și Festivalul „Maria Tănase” de la Craiova.
Nina Ermurachi s-a căsătorit la 23 de ani, dar a divorțat. Are un fiu Octavian, căsătorit cu textiera și cantautoarea Maria Stoianov.
A decedat la 20 octombrie 2016.